# Paliurus hirsutus
Paliurus hirsutus är en brakvedsväxtart som beskrevs av William Botting Hemsley. Paliurus hirsutus ingår i släktet Paliurus och familjen brakvedsväxter. Inga underarter finns listade i Catalogue of Life.